# 2495 Noviomagum
2495 Noviomagum este un asteroid din centura principală, descoperit pe 17 octombrie 1960 de PLS.